# Ceroplastes deceptrix
Ceroplastes deceptrix är en insektsart som först beskrevs av De Lotto 1965.  Ceroplastes deceptrix ingår i släktet Ceroplastes och familjen skålsköldlöss. Inga underarter finns listade i Catalogue of Life.